# Diamond DeShields
Diamond Danae-Aziza DeShields (* 5. März 1995 in West Palm Beach, Florida) ist eine US-amerikanische Basketballspielerin der nordamerikanischen Profiliga Women’s National Basketball Association (WNBA).

## Karriere
Vor ihrer professionellen Karriere in der WNBA spielte DeShields von 2013 bis 2014 College-Basketball für das Team der University of North Carolina und von 2015 bis 2017 für die University of Tennessee. Bei der Sommer-Universiade 2015 holte sie mit dem US-Team die Goldmedaille. Von 2017 bis 2018 stand sie bei dem türkischen Verein Çukurova Basketbol unter Vertrag.
Beim WNBA Draft 2018 wurde DeShields an 3. Stelle von den Chicago Sky ausgewählt, für die sie von 2018 bis 2021 spielte und mit denen sie in der Saison 2021 die WNBA-Meisterschaft gewann. Seit der Saison 2022 steht sie im Kader von Phoenix Mercury.